# Ennistimon

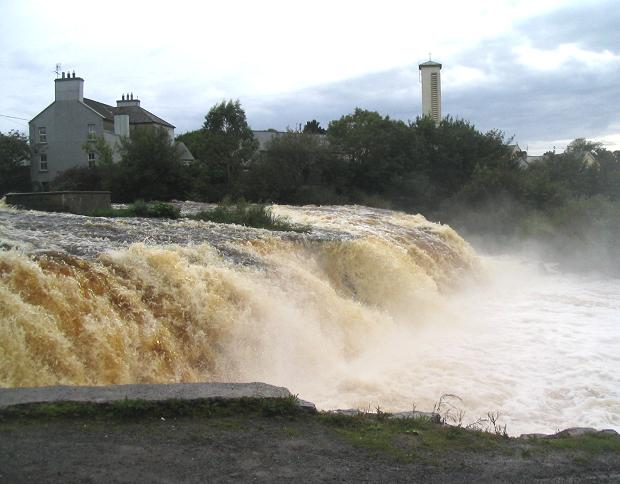
Peřeje v Ennistimonu

Ennistimon či Ennistymon (irsky Inis Diomáin či Inis Díomúin, zastarale Inishdymon) je irská obec na západě ostrova v hrabství Clare v bývalé provincii Munster. Obec obývá 881 obyvatel. Obcí protéká řeka Inagh, která na průtoku obcí vytváří peřeje zvané „Cascades“.
Oficiálním názvem obce je sice Ennistimon, neoficiální název Ennistymon je však v praxi běžnější. Dřívější anglický název však byl Inishdymon, kterýžto název, stejně jako i oba modernější, byl odvozen od irského Inis Diomáin. Tento název pak pravděpodobně znamenal „Diománův ostrov“.
Obcí prochází silnice N85, jež spojuje Ennistimon s Ennis, hlavním městem hrabství, a dále silnice N67 vedoucí k obci Lahinch. Nedaleko obce rovněž začíná oblast Burrenu, ve které se nacházejí až 214 m vysoké Moherské útesy.

## Partnerská města
- Pozzoleone, Itálie
- Schimatari, Řecko